# Денјуб драгонси Беч
Денјуб драгонси Беч су клуб америчког фудбала из Беча у Аустрији. Основани су 1985. године и своје утакмице играју на стадиону Штадлау у Бечу. Такмиче се тренутно у највишем рангу у аустријској лиги АФЛ, и Лиги шампиона.